# Saint-Aigny

Saint-Aigny este o comună în departamentul Indre, Franța. În 1 ianuarie 2022 avea o populație de 272 de locuitori.